# Ana Luisa Montufar
Ana Luisa Montufar Urrutia (16 de junio de 1993, Ciudad de Guatemala, Guatemala) es una modelo, asesora de imagen y reina de belleza guatemalteca ganadora del título Miss Guatemala 2014. Montufar Urrutia participó como representante de Guatemala en el Miss Universo 2014, evento que se realizó el 25 de enero de 2015.
También representó a su país en el Miss Tierra 2011 donde no logró clasificar entre las finalistas.

## Biografía y trayectoria
Ana Luisa es una joven modelo guatemalteca y estudiante de la licenciatura en Diplomacia y Relaciones Internacionales en la Universidad Galileo. Modelo profesional de pasarela y fotografía, a los 16 años se convirtió en la ganadora del concurso "Miss Teen Guatemala 2010", un año después, consiguió la corona de Miss Tierra Guatemala 2011, teniendo así la oportunidad de representar su país en concursos en Costa Rica, Filipinas e Indonesia en diferentes años.
Además, Montufar es chef profesional y asesora de imagen graduada en Barcelona, España.
Ana Luisa participa activamente en eventos sociales, benéficos, culturales y de moda. Ha sido modelo de varios diseñadores como Mariandree Gaitán de González, Amparo Zepeda, Maria's Bag, entre otros, también ha participado en pasarelas como el MANGO Fashion Show, el Fashion Night Out, entre otros. Fue portada de un calendario sobre la lucha contra el Cáncer de mama para la organización Reconstruyendo Vidas, junto a otras celebridades de Guatemala y participó en la Teletón Guatemala 2013 y 2014. También incursionó en televisión, en un comercial para la organización What Image?! y en el video de la canción «Somos Fuego» del grupo Periko & Jessi Leon.

## Miss Guatemala 2014
Ella fue coronada ganadora de Miss Guatemala 2014 el 17 de mayo de 2014 obteniendo la vigésima cuarta corona para el Departamento de Guatemala. 
Ana Luisa culminó su reinado la noche del 20 de septiembre de 2015, en el cual coronó a su sucesora (Miss Guatemala 2015) donde resultó triunfafora Jeimmy Aburto quien representaba a Ciudad Capital Sur.

## Miss Universo 2014
Como parte de sus responsabilidades como Miss Guatemala, Ana Luisa tuvo el derecho de representar al país en la 63.ª edición de Miss Universo que se realizó en Doral, Florida, Estados Unidos el 25 de enero de 2015. Montufar compitió con alrededor de 90 candidatas de diversos países y territorios autónomos por la corona que hasta ese momento ostentaba la venezolana Gabriela Isler.
| Predecesor: Sue Ellen Castañeda | Miss Tierra Guatemala 2011 | Sucesor: Estéfany Miranda García |
| Predecesor: Paulette Samayoa    | Miss Guatemala 2014        | Sucesor: Jeimmy Aburto           |

## Logros
- Miss Earth Guatemala 2010
- Miss Teen Guatemala 2010[17]
- Mejor traje en Miss Teen International Costa Rica 2010[17]
- Miss Tierra Guatemala 2011
- Mejor figura en Miss Coffee International Indonesia[17]
- Miss Tierra 2011
- Miss Guatemala 2014